# 伸開線
数学、特に曲線の微分幾何において、伸開線（しんかいせん、英: involute, evolvent）は、与えられた曲線に巻きつけられた糸を弛まないように引っ張りつつ剥がしてゆくときの、端点の軌跡として与えられるような曲線である（逆に、弛みなく張った糸を曲線に巻きつけるときの、貼り付けられていないほうの端点の軌跡と考えることもできる）。あるいは、伸開線は直線上を曲線が滑ることなく転がるときに生成点が描く輪転曲線であると言ってもよい。例えばテザーボールというゲームでは、ボールと中央の支柱を繋がれたテザー（つなぎ紐）が支柱に巻き付くようにボールが移動するから、ボールの描く軌跡はだいたい伸開線になっている（支柱の断面は円だから、これは円の伸開線）。
あるいは、曲線の伸開線を構成する別な方法として、弛みなく張った糸の代わりに片方の端点が曲線に接するような線分を考えてもよい。このとき、線分の長さは、接点が曲線に沿って動くにつれて、曲線上の接点が掃く弧長に等しい長さに変化するものとする。そうすれば、線分の接点と反対側の端点の軌跡が伸開線となる。
伸開線の縮閉線は元々の曲線（から曲率が 0 または未定義であるような部分を除いたもの）となる。例えば次の二つの図、牽引曲線の縮閉線および懸垂線の伸開線を比較せよ。
写像 r: R → Rn が曲線の自然媒介変数表示（つまり、弧長変数 s に対して常に |r′(s)| = 1 を満たす）ならば、その曲線の伸開線の媒介変数表示は
{\displaystyle t\mapsto r(t)-tr'(t)}
で与えられる。

## 媒介変数表示
媒介変数で表された曲線 (x(t), y(t)) の伸開線の媒介変数表示 (X, Y) は
{\displaystyle {\begin{cases}X[x,y]=x-{\dfrac {x'\int _{a}^{t}{\sqrt {x'^{2}+y'^{2}}}\,dt}{\sqrt {x'^{2}+y'^{2}}}}\\[15pt]Y[x,y]=y-{\dfrac {y'\int _{a}^{t}{\sqrt {x'^{2}+y'^{2}}}\,dt}{\sqrt {x'^{2}+y'^{2}}}}\end{cases}}}
で与えられる。

## 例

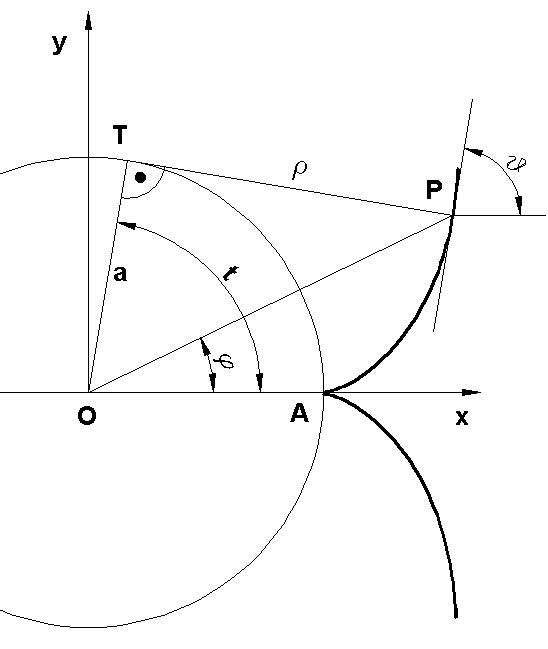
円の伸開線

円の伸開線が円から解かれていく様子。

### 円の伸開線
円の伸開線はアルキメデスの螺旋に似た形をしている。
- 直交座標系において円の伸開線の媒介変数表示 (x(t), y(t)) は{\displaystyle {\begin{cases}x=a(\cos t+t\sin t)\\y=a(\sin t-t\cos t)\end{cases}}}で与えられる。ただし、a は円の半径、t は媒介変数である。
- 極座標系 (r, θ) における円の伸開線の媒介変数表示は{\displaystyle {\begin{cases}r=a\sec \alpha \\\theta =\tan \alpha -\alpha \end{cases}}}で与えられる。ただし、a は円の半径で、α は媒介変数である。

円の伸開線はしばしば次の形
{\displaystyle {\begin{cases}r=a{\sqrt {1+t^{2}}}\\\theta =\arctan {\dfrac {\sin t-t\cos t}{\cos t+t\sin t}}\end{cases}}}
に表されることもある。
オイラーは円の伸開線を歯車の歯の形に用いることを提案した。今日も広く用いられているそのようなデザインの歯車はインボリュート歯車と呼ばれる。

懸垂線の伸開線は牽引曲線になる。

### 懸垂線の伸開線
懸垂線の頂点が描く伸開線は牽引曲線である。直交座標系における牽引曲線の媒介変数表示は
{\displaystyle {\begin{cases}x=t-\tanh t\\y=\operatorname {sech} t\end{cases}}}
となる。ただし、t は媒介変数、sech は双曲線正割函数である。

### 擺線の伸開線
擺線の（適当な弧長に対する）伸開線はふたたび擺線（と合同）になる。直交座標系における擺線の媒介変数表示は
{\displaystyle {\begin{cases}x=r(t-\sin t)\\y=r(1-\cos t)\end{cases}}}
と表すことができる。ただし、t は円を転がした角度を媒介変数としたもので、r は転がす円の半径である。

## 応用
伸開線の持つ性質のいくつかは、歯車工業に極めて重要である。噛み合う二つの歯車が（例えば古典的な三角形などではなく）伸開線を輪郭とする歯を持っているならば、それらはインボリュート歯車系を形成する。それらの歯を噛み合わせるときの回転比率は一定で、さらに歯車が生み出す力が常に一定の水準を保つ。歯が他の形である場合、連続的に歯を噛み合わせると相対速度も力も増減を繰り返し、結果として振動や騒音や過剰磨耗などを引き起こす。このような理由から、現代的な歯車はほとんどが伸開線形の葉を持つものになっている。
円の伸開線は気体圧縮においても重要な図形で、スクロール圧縮機もこの図形をもとに作ることができる。スクロール圧縮機は従来の圧縮機よりも騒音が少なく、極めて効率的であることが証明されている。

## 注記
1. ↑  英名 involute の語感は、曲線に真っ直ぐに張った糸を付けて曲線に沿って巻きつけていく操作を表している。ラテン語: involvo は「包む」という意味の動詞で内へ向かうイメージのある言葉である[1]から、よくなされるように「閉線を巻き解く操作」として説明するとそのイメージはむしろ反対であり、伸開線、evolvent は語感に合う（ラテン語: evolvo は「追い出す、紐解く」という意味の動詞で、開いていくイメージのある言葉である[1]）。